# Lianjiaba Shuiku
Lianjiaba Shuiku (kinesiska: 廉家坝水库) är en reservoar i Kina. Den ligger i provinsen Liaoning, i den nordöstra delen av landet, omkring 200 kilometer söder om provinshuvudstaden Shenyang. Lianjiaba Shuiku ligger 6 meter över havet. Arean är 4,6 kvadratkilometer. Trakten runt Lianjiaba Shuiku består till största delen av jordbruksmark. Den sträcker sig 2,7 kilometer i nord-sydlig riktning, och 2,8 kilometer i öst-västlig riktning.
Genomsnittlig årsnederbörd är 1 362 millimeter. Den regnigaste månaden är juli, med i genomsnitt 518 mm nederbörd, och den torraste är januari, med 11 mm nederbörd.